# 加利西亚人民共产党
加利西亚人民共产党（加利西亚语：Partido Comunista do Pobo Galego）是西班牙加利西亚的一个共产主义政党。该党成立于1984年，起源自当时西班牙共产党内部亲苏派强烈反对欧洲共产主义造成的分裂。该党的意识形态是共产主义、马克思列宁主义。该党支持加利西亚独立运动。该党的政治立场是左翼。该党的发言人是何塞·科拉佐·卡斯特罗。
在2008年以前，该党一直是西班牙人民共产党在加利西亚的分支。目前，该党亲近加利西亚民族主义集团。